# Whisper (canción)
«Whisper» es una canción de la banda norteamericana de rock gótico, Evanescence.

## Información
Originalmente, esta canción fue grabada como un demo para el extended play Sound Asleep en 1998. Actualmente, existen seis versiones disponibles de esta canción (2 versiones son inéditas). Una versión demo de Whisper contiene clips de canciones de la Banda sonora de Romeo y Julieta de William Shakespeare. Dicha versión empieza con un intro de muestra de “Death Scene” y “O Verona”. En Internet hay varias versiones y bootlegs. Varias versiones contienen un error o explosión de sonido en el minuto 0:29, otras versiones simplemente saltan del 0:28 al 0:30.
En la versión de Origin, se puede escuchar una cita sacada de la película Terror in the Haunted House (1958), de la cual también habían sacado clips para la canción Understanding.
En la versión Fallen, al final se escucha "Servatis a periculum, servatis a maleficum" varias veces, que traducido en latín significa: «Sálvanos del peligro, sálvanos del maleficio».
Amy Lee, al responder a las preguntas de los fanes en una entrevista a EvClub, le hacen una pregunta:[cita requerida]

«¿Todavía puede relacionarse con las canciones que escribió hace años?»

Amy Lee responde:

«Whisper es algo que todavía jugamos mucho en el escenario y a mí me encanta jugarlo, es una canción en vivo. Pero líricamente no tiene un montón de sentido para mí más porque no estoy realmente en un lugar muy oscuro en mi vida en todo momento. Estoy en un lugar bastante positivo. Así que a menos que esté muy enojada, no estoy totalmente relacionada con Whisper».

## Versiones
Oficialmente existen en total siete versiones de estudio y cuatro versiones en vivo de esta canción.
1. “Whisper” [versión Fallen] - 5:27
2. “Whisper” [versión Origin] - 4:31
3. “Whisper” [versión Sound Asleep] - 4:05
4. “Whisper” [versión demo núm. 1/We the Living, Vol. 3] - 3:51
5. “Whisper” [versión demo núm. 2] - 4:32
6. “Whisper” [versión demo núm. 3]/“Whisper 2002” - 5:12
7. “Whisper” [en vivo] - 5:43
8. “Whisper” [en vivo en Colonia] - 5:27
9. “Whisper” [en vivo en 2006-2007]
10. “Whisper” [versión acústica]
11. “Whisper” [versión demo en vivo]